# Вишенька (Червенський район)
Вишенька (біл. вёска Вішанька) — село в складі Червенського району Мінської області, Білорусь. Село підпорядковане Валевачівській сільській раді, розташоване в центральній частині області.